# Arthur Czwalina
Arthur Gottlieb Czwalina, auch Czwalina-Allenstein, (* 5. Mai 1884 in Posen; † 28. April 1964 in Berlin-Wannsee) war ein deutscher Mathematikhistoriker und Übersetzer griechischer antiker Mathematik.

## Leben
Czwalina war der Sohn des Landgerichtsrats Alexander Czwalina (1830–1893). Sein Onkel war der Gymnasiallehrer und Historiker August Gladisch (1804–1879).
Arthur Czwalina ging in Berlin-Schöneberg zur Schule, wo er 1902 sein Abitur machte. Er studierte Mathematik, Physik und Geographie für das Lehramt an der Friedrich-Wilhelms-Universität zu Berlin und an der Philipps-Universität Marburg. 1906 machte er in Berlin sein Lehramtsstaatsexamen und war Studienreferendar am Friedrichwerderschen Gymnasium in Berlin. 1914–1916 war er Soldat  im Ersten Weltkrieg. Mit einer Doktorarbeit bei Kurt Hensel wurde er 1918 in Marburg promoviert. Er war dann Gymnasiallehrer in Allenstein (Studiendirektor an der Oberrealschule ab 1919) und von 1923 bis zum Ruhestand 1937 in Gumbinnen (Oberstudiendirektor an der Friedrichsschule Gumbinnen). Danach war er noch 1939 bis 1945 Lehrer am Pädagogikum in Niesky. Ab den 1950er Jahren lebte er in Berlin.
Er übersetzte Werke der antiken griechischen Mathematik von Apollonios von Perge, Diophantos von Alexandria, Archimedes, Kleomedes, Autolykos von Pitane, Theodosios von Tripolis und anderen (mit Kommentar) ins Deutsche.
Er war seit 1911 verheiratet und hatte fünf Kinder.

## Übersetzungen
- Arithmetik des Diophantos aus Alexandria. Aus d. Griech. übertr. u. erklärt von Arthur Czwalina. Vandenhoeck & Ruprecht, Göttingen 1952 (Beih. 1 zu den Abhandlungen aus dem Mathematischen Seminar der Universität Hamburg).
- Apollonius: Die Kegelschnitte, München 1926, Nachdruck Wissenschaftliche Buchgesellschaft, Darmstadt 1967
- Archimedes: Abhandlungen, Ostwalds Klassiker, Leipzig 1996 (zuerst als Ostwalds Klassiker Band 201, 202, 203, 210 erschienen 1922/23)
- Archimedes, Werke, Wissenschaftliche Buchgesellschaft 1963
- Autolycus: Rotierende Kugel und Aufgang und Untergang der Gestirne; Theodosius von Tripolis: Sphaerik, Ostwalds Klassiker, Akademische Verlagsgesellschaft, Leipzig 1931
- Cleomedes: Die Kreisbewegung der Gestirne, Ostwalds Klassiker, 1927